# Emilia Galińska
Emilia Galińska (* 26. Dezember 1992 in Łuków, Polen) ist eine polnische Handballspielerin, die beim rumänischen Erstligisten CS Minaur Baia Mare unter Vertrag steht.

## Karriere

### Im Verein
Galińska begann das Handballspielen beim polnischen Verein SPR Łukovia und lief daraufhin für SMS Gliwice auf. Ab dem Jahr 2011 spielte die Rückraumspielerin beim polnischen Erstligisten KPR Jelenia Góra. Anschließend schloss sie sich dem Ligakonkurrenten Vistal Gdynia an. Mit Vistal Gdynia gewann sie drei Mal in Serie den polnischen Pokal. In der Saison 2016/17 lief sie für den deutschen Verein Neckarsulmer Sport-Union auf. Anschließend wechselte sie zu Borussia Dortmund. In der Saison 2018/19 stand sie beim SV Union Halle-Neustadt unter Vertrag. Anschließend schloss sie sich dem polnischen Verein MKS Zagłębie Lubin an. Mit Zagłębie Lubin gewann sie 2021, 2022 und 2023 die polnische Meisterschaft sowie 2023 den polnischen Pokal. Nachdem Galińska in der Saison 2023/24 beim rumänischen Erstligisten CS Măgura Cisnădie unter Vertrag gestanden hatte, schloss sie sich dem Ligakonkurrenten CS Minaur Baia Mare an.

### In Auswahlmannschaften
Emilia Galińska bestritt über 90 Länderspiele für die polnische Jugend-Nationalmannschaft. Bei der U-20-Weltmeisterschaft 2012 belegte sie den siebten Platz in der Torschützenliste. Mittlerweile läuft Galińska für die polnische A-Nationalmannschaft auf, mit der sie an der Europameisterschaft 2016, an der Europameisterschaft 2022 und an der Weltmeisterschaft 2023 teilnahm.